# Schwemmklößchen

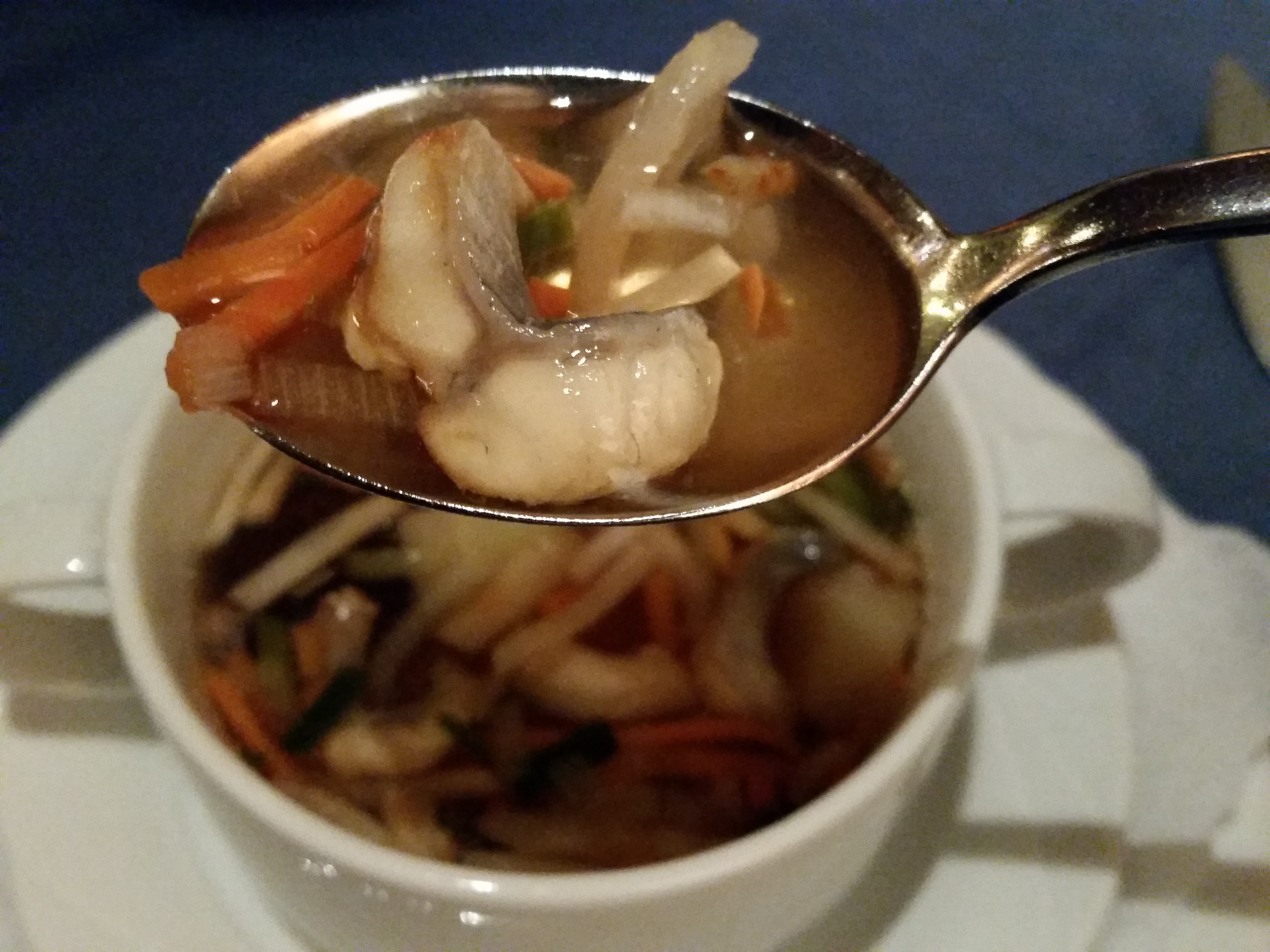
Hamburger Aalsuppe

Schwemmklößchen sind eine Suppeneinlage aus Brandmasse. Dazu wird aus Milch, Butter, Eiern, Mehl, etwas Muskat und Salz eine Brandmasse hergestellt, daraus Klößchen abgestochen, die dann in siedender Flüssigkeit pochiert werden. 
Schwemmklößchen sind eine typische Einlage der Hamburger Aalsuppe.